# Besta (arma)

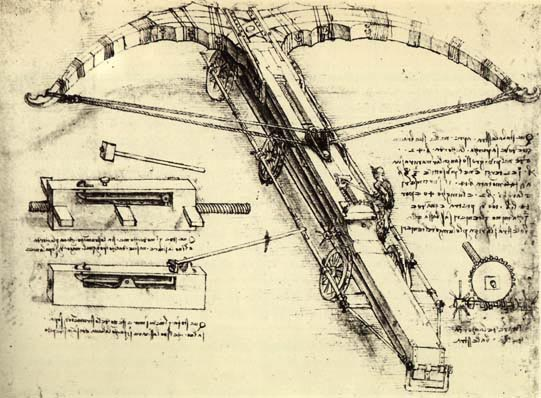
Desenho de Leonardo da Vinci duma besta.

A besta (pronuncia-se /ˈbɛs.tɐ/, como em festa), balestra ou balesta (derivações do latim tardio ballista) é uma arma com um arco de flechas adaptado a uma das extremidades de uma haste e acionado por um gatilho, o qual projeta virotes - dardos similares a flechas, porém mais curtos.
O conceito de um arco de flechas com haste de disparo horizontal deu origem a duas armas de guerra, a besta e a balista, sendo esta fixa no solo, muito maior e mais pesada. Besteiro é o nome dado a um soldado armado com uma besta.
Foi bastante usada no século XVI (ver Peonagem) e chegou a coexistir com arcabuzes e mosquetes (as primeiras armas de fogo), sendo depois abandonada. Hoje, continua a ser fabricada para uso na caça esportiva. Alguns modelos sofisticados também são usados por forças especiais.

## Componentes
A besta consiste num arco (de madeira, corno de animal ou aço), montado sobre uma haste ou coronha (a que se dá o nome de tiller ou stock em inglês), que é um suporte de madeira sobre o qual assenta o projéctil, regra geral, o virote.
As extremidades do arco são unidas por uma corda, que está segura por uma lingueta ou trava a que se dá o nome de noz (e em inglês dá pelas designações nut ou catch).

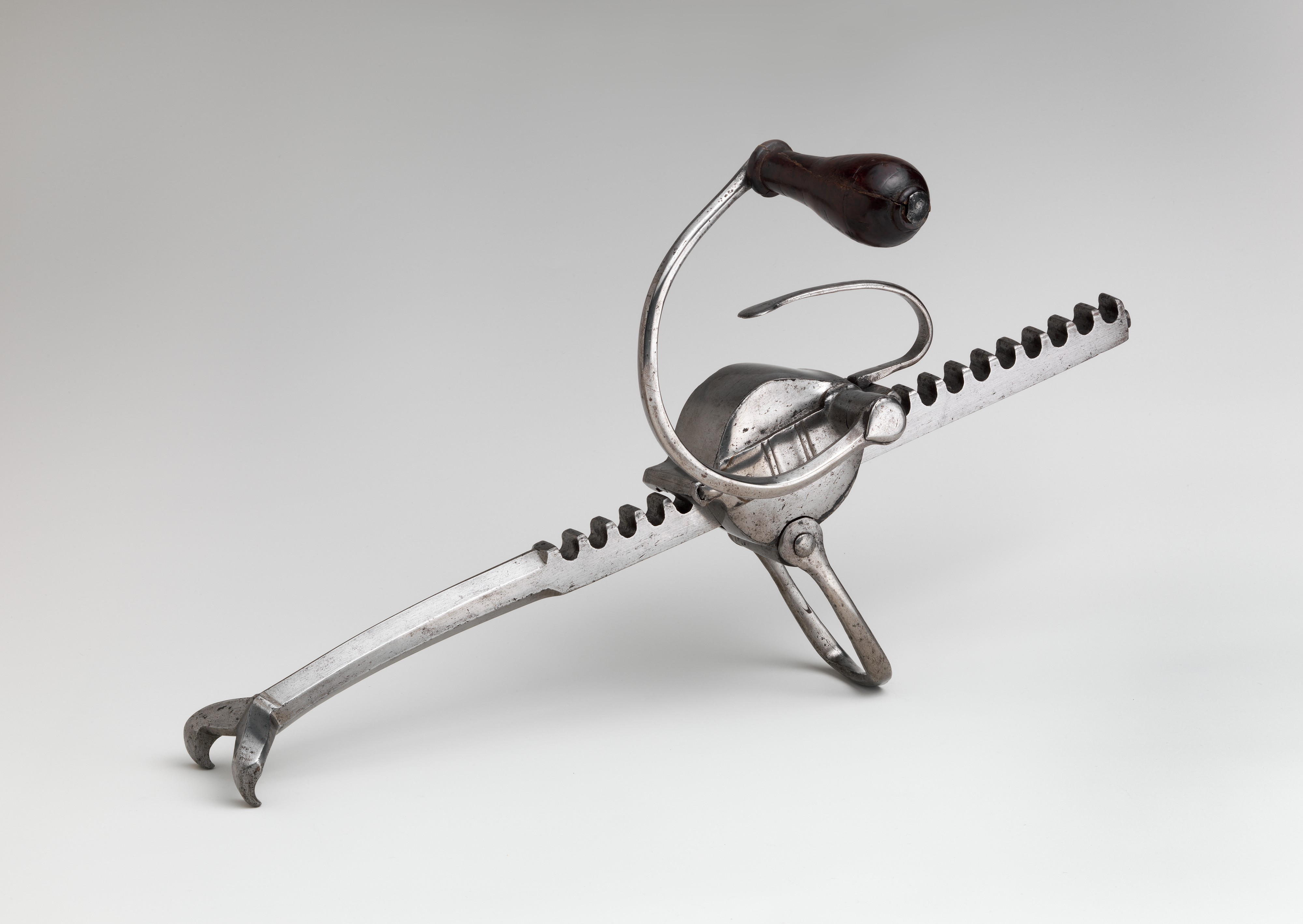
Exemplo de um Armatoste. A manivela permite à noz deslizar ao longo da tira metálica dentada, chamada cremalheira.

Na extremidade superior da haste, ao pé do arco, há um estribo ou uma argola ou, nas bestas mais rudimentares, um laço de metal, que o besteiro pisa, para segurar a besta, enquanto a está a armar. O gatilho, que nas bestas medievais consiste numa alavanca de metal, acciona-se para disparar os projécteis, que podem ser flechas, virotes (flechas curtas usadas nas bestas) ou pelouros (balas esféricas de metal).
As bestas mais pesadas e potentes valiam-se de mecanismos mais sofisticados para ser armadas, sendo que depois recebiam o nome em função do tipo de mecanismo.
Assim, as bestas de garrucha, usavam o mecanismo de garrucha, que era um mecanismo que se servia de engrenagens metálicas e de uma roldana para esticar a corda para trás, armando a besta. Também havia bestas de gancho, que se serviam de um mecanismo com ganchos, a que se chamava gafa, para armar a besta.
As bestas de polé serviam-se, naturalmente, da polé, que era o nome medieval português que se dava às roldanas com manivela.
As bestas de armatoste valiam-se do armatoste, que era um engenho que fazia deslizar a noz ao longo de uma cremalheira, através de uma manivela. A palavra armatoste resulta da aglutinação dos termos «arma» + «toste», que em português medieval significa «rápido», pelo que significa literalmente «arma-rápida». Em inglês e francês, este engenho dá pelo nome de cranequin.

## Período Clássico

### China

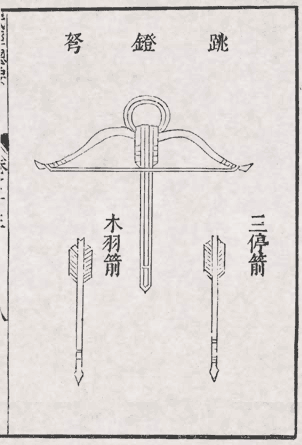
Desenho antigo de uma Cho-ko-nu, besta chinesa.

Acredita-se que as primeiras bestas de assédio foram criadas pelos chineses, no século VI a.C., sendo que as bestas portáteis só terão surgido por torno do século IV a.C. Porém, só ulteriormente, após o século III a.C., é que a besta chinesa (nǔ, 弩) se tornou perfectiva o suficiente para que o uso viesse a ser amplamente difundido pela China. Encontraram-se em Xi'an bestas entre os soldados do exército de terracota no túmulo do imperador Qin Shi Huangdi (260 a.C.-210 a.C.).
Há achados arqueológicos recentes de bestas chinesas, no túmulo 138 em Saobatang, na província de Hunan, que datam de meados do século IV. d.C. É provável que estas bestas sejam os protótipos mais antigos conhecidos de bestas de bodoque, posto que usavam pelotas de barro cozido como munições. Jing Fang, matemático e músico da dinastia Han,(78–37 d.C.), comparou a Lua à forma de uma pelota de barro de um bodoque. O Zhuangzi também menciona bodoques.

### Grécia

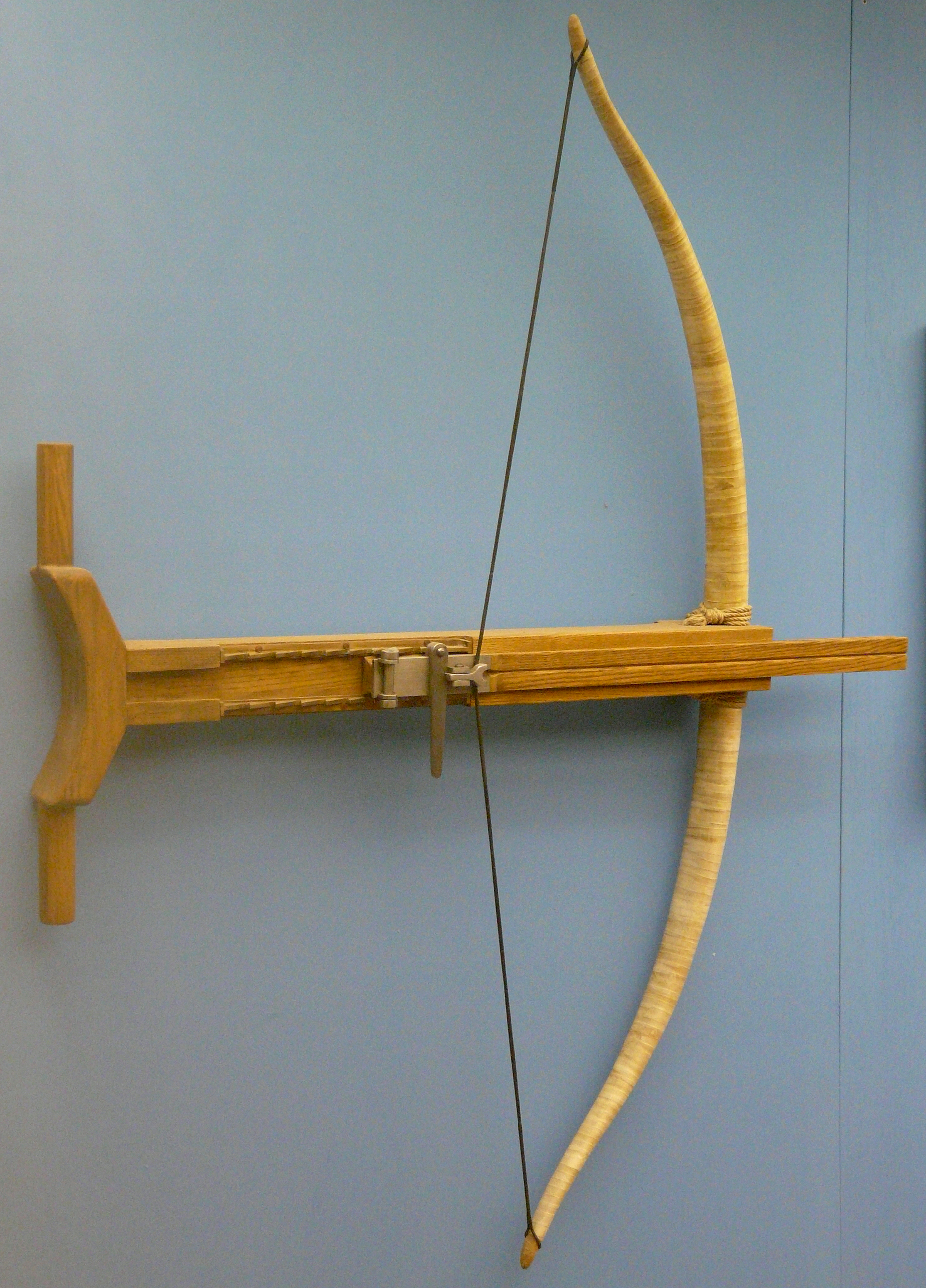
Reprodução moderna de uma gastrafetas.

Por seu turno, no mundo ocidental, os gregos antigos já tinham bestas de assédio, a que chamavam «gastrafetas» (γαστραφέτης, lit. 'a que lança da barriga'), desde o século III a.C. A primeira descrição conhecida é-nos dada, no século I d.C. por Héron de Alexandria, na sua obra Belopoeica, na qual cita os trabalhos do seu antecessor, o engenheiro grego Ctesibius (fl. 285–222 a.C.). Heron descreve a gastrafeta como a precursora da catapulta, o que situa temporalmente esta invenção por torno de 420 a.C.
A gastrafeta consistia num arco compósito de grandes dimensões, montado sobre uma haste. Na extremidade da haste havia um apoio côncavo no qual o guerreiro apoiava a barriga, para armar a gastrafeta. Ao contrário da besta romana e medieval, armava-se fazendo deslizar a noz ao longo de duas cremalheiras, em vez de puxar pela corda do arco.
Os gregos também tiveram bestas portáteis as chamadas quiroballistas (lit. balista de mão), mencionadas por autores romanos, que lhes chamavam arcuballistas (lit. balista de arco; «arcobalista») e manuballistas (lit. balista de mão; «manubalista»), desde o século II d.C.

### Romanos

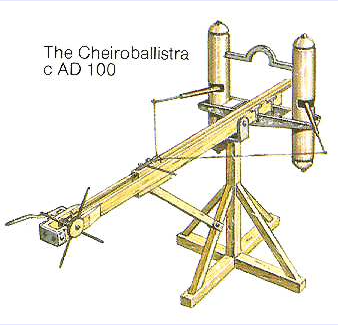
Ilustração da Quirobalista de Heron, 100 d.C.

A quirobalista (cheirobalista) era um engenho que disparava setas a longas distâncias. Há autores, como Campbell e Schellenberg, que especulam que seria posterior à época de Heron, por torno de 100 d.C., Apolodoro de Damasco engenheiro grego, terá trabalhado para os romanos, munciando-os com manubalistas. Neste engenho, as molas eram esticadas em duas valvas metálicas, adjacentes à haste. A balista de Heron era o engenho de torção de dois braços, mais sofisticado ao dispor dos romanos.
Os Romanos serviam-se das bestas tanto para fins militares, como para finalidades venatórias (caça).
No final do século IV d.C., o autor Vegécio, na sua obra De Re Militaris faz menção de arcubalistarii (arcobalisteiros) a colaborar com arqueiros e artilheiros, no campo de batalha.
Todavia, é controverso se esses arcobalistas seriam, efectivamente, besteiros, na acepção moderna do termo. Depreende-se que a arcuballista seja uma besta, porque Vegécio também a designa de manuballista, que por seu turno, era a tradução romana da cheiroballista grega. A significação exacta não é clara, porque o termo era tão comum na época, que Vegécio não sentiu necessidade de descrever em que consistia o arcobalista.
Por sua vez, Arriano, na sua obra Ars Tactica, escrita em circa de 136 d.C., menciona o disparo de "mísseis, feito não por um arco, mas por um engenho" e que quem estava a operar este engenho estava montado a cavalo em galope. Presume-se que se tratará, também aqui, de uma alusão a uma besta romana.
A única representação pictórica romana de arcobalistas resulta de relevos escultóricos de cenas de caça, na Gália Romana. Esteticamente, estas bestas romanas aparentam-se com as suas homologas gregas e chinesas. Sendo, todavia, incerto que mecanismo de gatilho usariam, há indícios arqueológicos que apontam para que usassem o mesmo mecanismo de noz rolante, usado pelas bestas da Alta Idade Média. 

## Idade Média

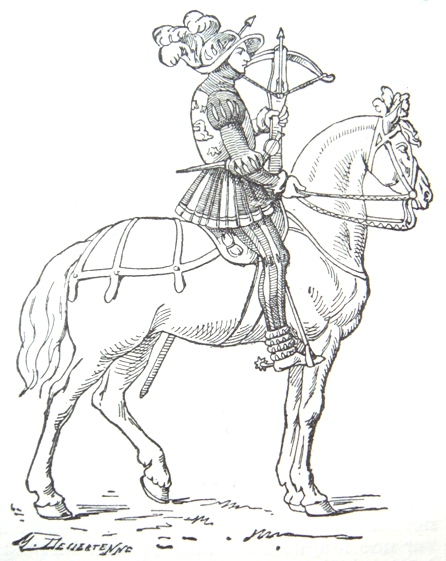
Cavaleiro francês do século XVI armado com uma besta.

Na Europa, também há vários registos, inclusive na Guerra dos Cem Anos onde os besteiros genoveses deram apoio à França contra a invasão da Inglaterra. Porém foi mal-sucedida, pela fraca estratégia usada pelos franceses e pelo baixo número de guerreiros que utilizavam a arma. Nesta época, entre os séculos XIV e XVI, as bestas tinham um alcance considerável, cerca de 100 passos (entre 230 e 250 metros de distância), e pesavam entre cinco a sete quilogramas enquanto o arco longo inglês tinha um alcance entre 180 e 200 metros, o que dava vantagem à besta. Porém, ela tinha um intervalo muito grande entre os disparos: o besteiro tinha de colocar um novo quadrelo na haste, enrolar então a corda com uma alavanca que se encontrava na parte anterior da arma, até ao ponto certo para o novo tiro, o que, além de requerer muita força física, demorava cerca de dois a cinco minutos, tempo que não se tinha na guerra contra os arqueiros ingleses, apelidados de Arlequim, que significa demónio. Eles conseguiam atirar facilmente cerca de cinco flechas no curto espaço de vinte segundos; além disto, o besteiro estava sempre acompanhado de um segundo homem que carregava um pavês - escudo comprido feito de carvalho e salgueiro que era usado para defender o besteiro dos ataques de flechas inimigas nos momentos em que ele carregava a sua besta, o que era sempre feito atrás deste escudo. A besta tinha força suficiente para atravessar a maioria das armaduras da época, como cotas de malha e algumas armaduras leves de placas, a uma boa distância. Porém havia outras bestas chamadas leves, que não tinham o mesmo alcance e potência, sendo usadas principalmente na caça.
Leonardo da Vinci chegou a desenhar a besta, porém não a fabricou.
A besta é utilizada na guerra na Europa sobretudo desde a Batalha de Hastings, em 1066, e até por volta dos anos 1525, substituindo quase completamente os arcos curtos e longos de madeira em muitos exércitos europeus no século XII. Embora um arco longo alcance uma precisão comparável e um ritmo de tiro mais rápido do que um tiro médio de um besta de arco de madeira, ou de arco composto (um arco laminado construído de madeira, osso ou chifre, e tendões de animais), as bestas libertam mais energia cinética e pode ser utilizada de forma eficaz após uma semana de treino, enquanto a habilidade de um tiro comparável com um arco longo leva anos de treinamento de força, para superar o empate e a força do arco, bem como anos de prática necessária para o utilizar com habilidade.
A besta é citada num documento estipulando a aliança entre Génova e Alexandria, datado de 21 de fevereiro de 1181.
Durante o Segundo Concílio de Latrão, em 1139, foi emanada uma disposição, mediante a qual foi severamente proibido o uso da besta de arco de aço, entre adversários cristãos, sob pena de anátema. Esta proibição foi ignorada por Ricardo Coração de Leão, que dotou os seus exércitos de infantaria, em 1198, infringindo, também, o breve (ato pontifício) de Inocêncio III, que apoiava as precedentes providências, definindo como micidial (mortífera) a arma em questão. O próprio Ricardo Coração de Leão morreu em 1199 após um ferimento recebido no braço direito, causado por um besteiro, quando explorava as muralhas do Castelo de Limoges, que estava sitiado.

## Renascimento
Nos exércitos europeus, os besteiros montados e desmontados, misturados com os fundibulários, os lançadores de dardos e os arqueiros, ocupavam uma posição central em formações de batalha. Normalmente, atacavam antes dos cavaleiros. Os besteiros também eram importantes em contra-ataques para proteger a infantaria. Junto com as armas de haste feitas a partir de equipamentos agrícolas, a besta também era usada por camponeses rebeldes, como se mostrou na revolta dos Taboritas no século XV, uma comunidade religiosa na região da Boêmia, considerada herética pela Igreja Católica.
Os cavaleiros equipados com lanças provaram-se ineficazes contra formações de lanceiros, alabardeiros e piqueiros combinados com besteiros, cujas armas podiam penetrar a armadura da maioria dos cavaleiros. O desenvolvimento de mecanismos para rearmar permitiu o uso de bestas sobre o cavalo, levando ao surgimento de novas táticas de cavalaria.
Em 1630, o papa Urbano VIII proibiu o uso de bestas.
O uso da balestra ou besta pelos nativos do Novo Mundo foi atestado pelo padre João Daniel, que viajou pelo Maranhão e Grão-Pará, Brasil, entre 1741 e 1757:
Purus é uma nação que habita sobre os lagos do rio Purus, que dele tomou o nome. Também não usam de arcos-e-frechas, como os mais índios, mas todas as suas armas são a balesta, em que são destríssimos, e mais que insignes frecheiros.
Admitindo-se a veracidade da informação, é razoável supor que a arma tenha sido copiada das usadas pelos europeus. Mesmo assim ficam dúvidas porque esta arma apresenta um complicado mecanismo de gatilho, de fixação do arco no corpo da estrutura e de retenção da flecha quando o equipamento está armado.

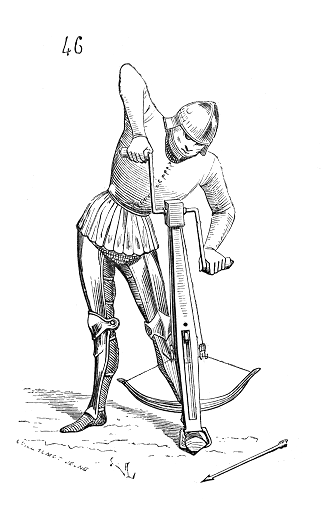
Besteiro. A arma é dotada de uma espécie de coronha que o besteiro apoia de encontro ao ombro quando faz a mira e, na extremidade oposta, de um estribo, ou gancho, em que o besteiro enfia um pé para segurar a besta e armá-la puxando a corda para cima, tal como ilustrado neste desenho de Viollet-le-Duc.

A mais significativa desvantagem da besta era a cadência de disparo. Ao passo que um arqueiro escanado era capaz de lançar 12 flechas por minuto, um besteiro com igual traquejo conseguiria apenas 6 com as bestas mais simples ou 1 ou 2 com as mais pesadas e potentes.
As bestas são, portanto, armas lentas de recarregar, o que limita o seu uso em batalhas de campo aberto. Em cercos, este factor não é uma desvantagem tão significativa, já que os besteiros se podem esconder  ao recarregar a arma. Com efeito, vale recordar que além das bestas portáteis, também havia as bestas de assédio, que eram especializadas, como o nome indica, para as situações de cerco e que se encontravam posicionadas por de trás de seteiras, balestreiros e buitreiras na muralha, oferecendo ao besteiro um reduto seguro de onde podia disparar e recarregar, correndo pouco risco de ser alvejado pelo inimigo.
Por outro lado, as bestas aplicam mais energia aos projécteis, pelo que as desembestadas eram capazes de perfurar armaduras.Em testes modernos, um desembesto directo de um virote de ponta de agulha perfurou uma armadura de cota de malha, do século XV, fabricada em Damasco.
Outra vantagem oferecida pelas bestas, era que se prestavam a uma aprendizagem mais rápida, com poucas semanas de treino, até que o besteiro ficasse devidamente destro no manejo da besta, coisa que em muito destoa dos arqueiros, cujo treino militar, por sinal acarretava anos.
Além disso, podiam ser usados por um cavaleiro sem grande dificuldade, o mesmo não se pode dizer do arco e flecha, que embora tenha sido usado por tropas montadas, ao longo da história, por vários povos, nunca foi verdadeiramente dominado pelos povos ocidentais.

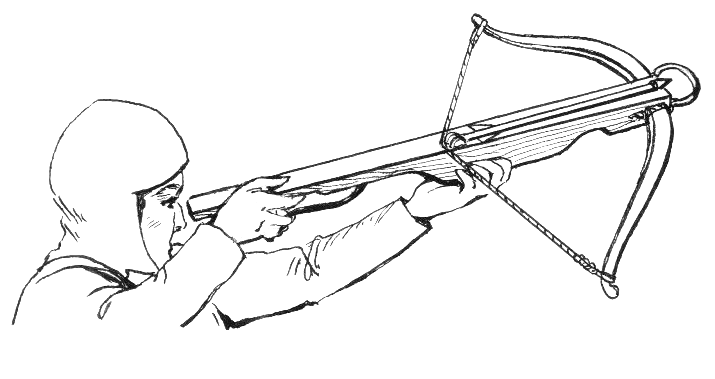
Besteiro em posição de disparo.

## Em função do projéctil
Os projécteis das bestas podiam ser flechas, virotes, incluindo as respectivas variantes incendiárias e envenenadas; pelouros e bodoques. Os besteiros portugueses eram conhecidos por envenenarem os virotes com erva-besteira.

### Bestas de flechas

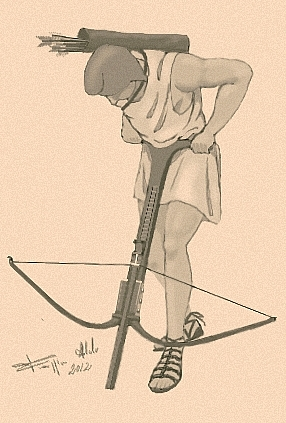
Exemplo de uma besta de flechas, uma gastrafeta, a ser armada.

As bestas de flechas terão sido, presuntivamente, as primeiras versões de bestas a ser criadas. A gastrafera grega, por exemplo, era uma besta de flechas, o que bem se vê, dadas as suas grandes dimensões. As bestas de flechas eram maiores do que as bestas de virotes, dada exactamente a respectiva dimensão dos projécteis que disparavam. As flechas, enquanto projécteis das bestas podiam medir entre 60 a 90 centímetros e pesariam em torno dos 20 a 30 gramas, sendo, em geral, um pouco mais finas e leves que as usadas nos arcos, para minimizar o risco de encravar na calha da haste da besta.
O calcanhar de aquiles deste tipo de bestas é que são pouco precisas. Isto porque as flechas tendem a entortar e torcer-se, quando projectadas, por um impulso posterior, que as atinge com grande velocidade. Pelo que, amiúde, era difícil ao besteiro fazer as devidas compensações para obviar estes problemas aerodinâmicos, resultantes do cariz mecânico da arma.
São mais úteis em tiro que não seja à queima-roupa, ou seja, à distância, sendo certo que acarretam a desvantagem de uma cadência de tiro inferior à dum arco.
Continuaram a usar-se espécimes deste tipo de engenhos bélicos, já muito depois da era clássica, à mão de povos tribais, quase até o século XX.

### Bestas de virotes

Besta alemã do séc. XVI e respectivos virotes.

Estas bestas correspondem ao tipo mais emblemático de besta, terão começado a ser utilizados por torno do século IV d.C., tendo conhecido lauto uso ao longo da Idade Média e do Renascimento.
Muniam-se de virotes, que são projécteis de haste de madeira e ponta metálica, curtos, semelhantes à seta, mas de mais reduzidas dimensões e ideados para serem disparados por uma besta, em vez de um arco.
O virote médio mediria entre 25 a 45 centímetros de comprimento, com à volta de 8 a 13 milímetros de grossura. A contraponta do virote, chamada conto, é emplumada ou empenada, o que significa que contém pequenas rémiges (que são penas direccionais, ou peças de outros materiais que funcionam como tal), normalmente de coiro ou madeira, que estão dispostas de forma helicoidal, com o intuito de aumentar a estabilidade de voo dos virotes, quando disparados, conferindo-lhes um voo giroscópico (ou seja, o virote gira sobre si próprio, enquanto percorre a sua trajectória, desde a besta até ao alvo).
Daí o nome "virote", porque este projéctil vira-se ou gira sobre si mesmo. O virote, quando destinado à actividade venatória (caça), pesaria entre 20 e 30 gramas, enquanto, se se destinasse à actividade bélica (guerra), já pesaria entre 30 a 80 gramas.
Vale relembrar que além dos virotes clássicos, supra-descritos, também houve outras variedades de virotes, como os quadrelos, de ponta piramidal e quatro faces e os gorgazes, de origem bébere, de ponta farpada.
Este tipo de besta prima por proporcionar ao besteiro um maior grau de precisão, porquanto os virotes só perdem 20 centímetros de altitude nos primeiros 40 metros de voo.

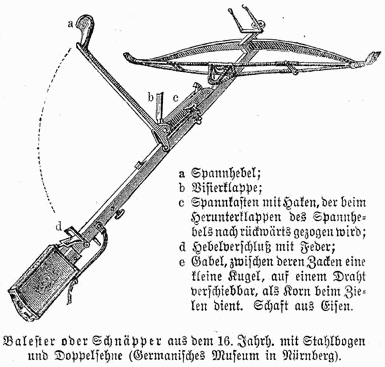
Gravura alemã do século XVII, que explica o mecanismo das bestas de bodoques.

### Bestas de bodoques
Esta qualidade de bestas caracteriza-se por lançar cascalho ou bodoques, palavra actualmente obsoleta no português, mas que na era medieval designava pequenas pelotas ou balas de barro cozido, envoltas numa bolsinha no meio de uma corda dupla. O termo provém do grego pontikón (káryon), «noz pôntica», tendo passado pelo latim pontĭca nux, e ulteriormente sofrido alterações por força da influência árabe, convolando-se no vocábulo bunduq, que significava «noz; avelã; bala».
Caracterizava-se por ter duas cordas e por a haste conter uma concavidade, dentro da qual se alojava o bodoque. Os primeiros exemplares das bestas de bodoque tinham um arco de metal, que era retesado manualmente, ao contrário de outras bestas suas contemporâneas que já estavam dotadas de outros mecanismos de armamento, como polés, garruchas e armatostes.
Surgiram por volta do século XIV, tendo sido colimados para caça passareira e caça miúda. Tinham um poder tracção de 20 quilos e um alcance de cerca de 20 metros.

### Bestas de pelouros

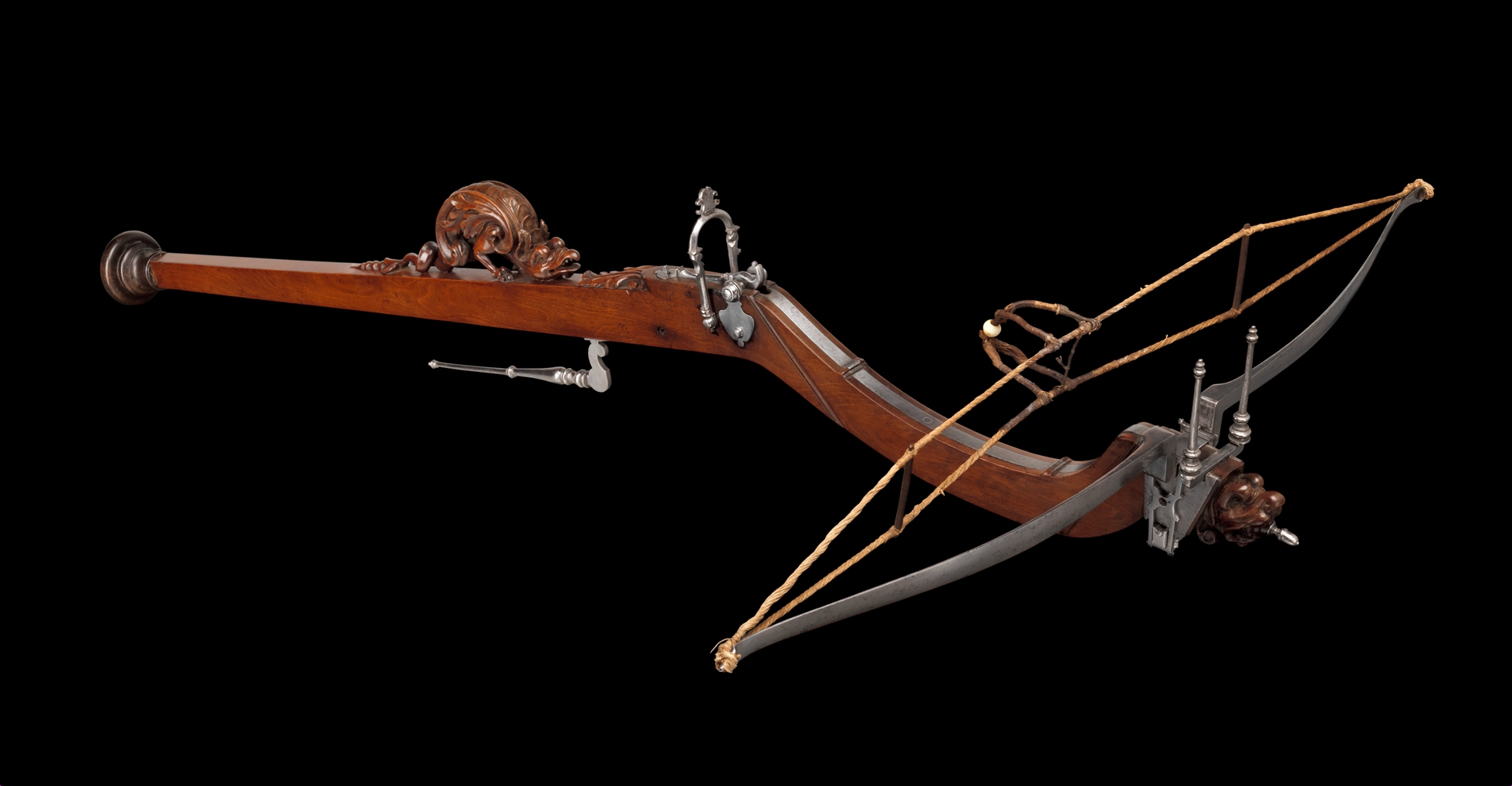
Besta de pelouros francesa.

Estas bestas, por seu turno, caracterizavam-se por disparar esferas de chumbo ou pedra (pelouros), servindo-se do mesmo engenho usado pelas bestas de bestas de bodoques, se bem que com maior potência, a fim de poder projectar estas munições mais pesadas. Aprestavam-se de uma alavanca para se armarem.
Os primeiros exemplares terão aparecido a partir do século XVI, na Alemanha, tendo conquistado grande popularidade pela Europa fora, entre 1760 e 1810, permanecendo em uso em partes das Américas nos finais do século XIX e início do XX. Foi incorporado na coronha um gatilho de alavanca sofisticado, que tornou esta besta mais maneirinha e portátil, facilitando o seu uso na caça.

## Em função do arco
As bestas também se podem classificar em função do respectivo tipo de arco que assenta na haste.

### Besta de arco simples
Este tipo de bestas era dotada de arcos de madeira, idênticos aos arcos curtos comuns. Os arcos em questão não mediriam mais do um metro e vinte centímetros e contariam com um poder de tracção na ordem dos 20 aos 30 quilos. Pesam entre um a dois quilos e têm até um metro e quarenta centímetros de comprimento.
Foi este tipo de besta que mais se usou na Europa, durante a Alta Idade Média. Posteriormente, caíram em desuso, quando os cruzados contactaram com os arcos compósitos árabes e do próximo oriente, acabando, depois, por adoptá-los e adaptá-los às suas bestas.
Em todo o caso, este tipo de besta continuou a ter uso no âmbito venatório (caça), durante o resto da Idade Média.

### Besta de arco laminado
Este tipo de bestas, feitas de ripas de madeira ou bambu coladas, eram as mais características da China antiga.  Ficavam a meio termo entre as bestas de arco simples e as de arco compósito, valendo-se de um poder de tracção que ascendia até aos 50 quilos. Mediam, em regra, entre 80 a 90 centímetros e pesavam entre um a dois quilos e meio.
As bestas chinesas eram, por sinal, mais curtas do que as ocidentais, medindo entre 55 e 80 centímetros de comprimento.

### Besta de arco compósito
Tradicionalmente, desde a Antiguidade clássica, que foram mais utilizadas no Oriente. Terão sido adoptadas pelos romanos, mas só ganham autêntico relevo no plano europeu a partir do século XII, no contexto das cruzadas.
Foram alcunhadas de cerveiras, por o arco que usavam ser amiúde feito com os cornos de cervos. Ora, isto conduziu à elaboração de bestas de arco menor, com dimensões na casa dos 60 aos 75 centímetros, com amplitudes de extensão da corda na ordem dos 20 aos 30 centímetros. No entanto, isto conferia-lhes um poder de tracção muito significativo, na gama dos 100 quilos ou mais.
Quanto às dimensões da besta em si, e não só do arco, esta pesava à volta de quilo e meio a três quilos e meio, medindo em média por volta de um metro de comprimento.

### Besta de arco de aço
Também chamadas balestras (do castelhano e do italiano arbalestas, que terá vindo do francês medieval arbalest, que por seu turno, será uma deturpação do latim arcuballista), embora essa designação tenha sido sempre pouco comum em Portugal, preferindo-se a nomenclatura "besta de arco de aço".
O seu uso incipiou-se na Europa, por volta do século XIV, sendo certo que são capazes de já terem sido usadas, antes, desde o século XI na Espanha sob domínio islâmico.
Caracteriza-se pelo arco de aço, que media 75 centímetros, aguentava com um poder de tracção de 450 quilos e tinha uma amplitude de extensão, ao retesar a corda, de 30 centímetros.
As balestras de maiores dimensões orçavam um potencial de tracção na casa das duas toneladas e tinham alcance de 900 metros. No entanto, para se dispor de todo este potentado bélico, careciam de manivelas, roldanas ou cremalheiras para serem armadas. A evolução da siderurgia, mormente no que respeita ao fabrico do aço, tornou estas armas relativamente corriqueiras nos séculos XV e XVI.
A besta inteira, e não só o arco, podia pesar até 10 quilos e teria cerca de um metro de comprimento. Um besteiro experiente no manejo de uma besta destas podia disparar dois virotes por minuto. Foram estas bestas que foram proibidas de se usar contra cristãos, sob cominação de anátema, no Concílio de Latrão em 1139.

### Balestrino
Besta de pequenas dimensões, dotada de um arco com uns exíguos 40 centímetros de semicircunferência, que se armava mediante o accionamente de um armatoste, inserido no corpo da haste. Podia ser levada às escondidas, o que a tornava numa arma proibida. Disparava virotes especialmente pequenos (com pouco mais de cinco centímetros), amiúde envenenados.
Como o nome sugere, esta variedade de besta é oriunda da Itália, reportando-se ao período do Renascimento. Acrescentando-se uma coronha e um gatilho de pistola, esta besta transforma-se numa besta-pistola, que é uma sub-variedade das bestas compostas.

### Besta composta
Esta categoria de bestas compreende as bestas modernas. Surgiu nos anos 60 do século XX, servindo-se de um arco composto, dotado de polias (espécie de roldana com correias de correr, como as correias de uma bicicleta). Este mecanismo de polias permite armar a besta à mão sem grande exerção física, sem acarretar qualquer prejuízo para o poder tênsil da corda e dispensando o recurso a mecânismos de armação. Se bem que há variantes que se servem de uma espécie de armatoste, para minorar ainda mais o esforço associado ao acto de armar a besta.
A haste das bestas compostas de maiores dimensões afeiçoa-se à coronha de uma espingarda e nas mais reduzidas assemelha-se mais à de uma pistola (como por exemplo, por antonomásia, é o caso das bestas-pistola). O despoletar do tiro é comunicado por um gatilho, também à guisa de uma arma de fogo, situado sob a haste.
Há algumas subvariedades das bestas compostas dignas de menção:
- Besta-pistola

Os exemplares mais antigos deste tipo de bestas já existem desde do século XVI, sendo certo que sempre se trataram de raridades. Como o nome indica, e fazendo jus ao facto de ser uma besta composta, esta besta combina características da besta e da pistola.

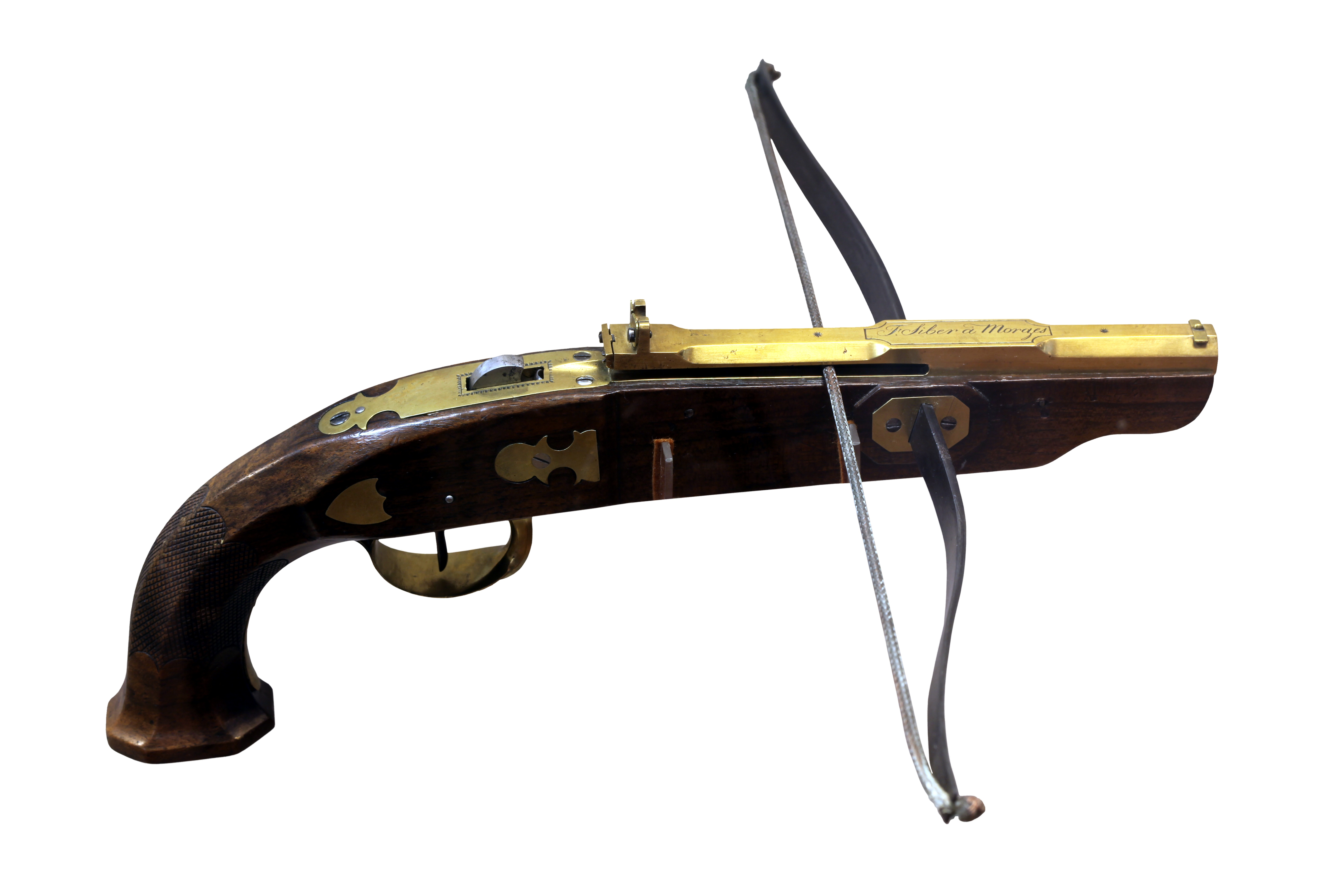
Besta-pistola, fabricada por Frédéric Siber, princípios do século XIX.

As bestas-pistola modernas, sem embargo, têm hastes de alumínio ou mesmo de plástico, com cerca de 50 centímetros de comprimento, e arcos de fibra de vidro ou aço, de 40 centímetros de semicircunferência. Pesam perto de meio quilo, às vezes orçando até aos 600 gramas. Disparam virotes, com uma potência tênsil esmada na ordem dos 25 aos 35 quilos, de molde a que cada disparo pode atingir velocidades na ordem dos 165 aos 170 quilómetros/hora, alcançando distâncias médias até 30 metros. O mecânismo despoletador do disparo, assenta num gatilho e a haste desta besta assemelha-se à coronha de uma pistola, daí que a arma se cognomine besta-pistola.
Esta qualidade de besta, em alemão dá pelo nome de feuerarmbrust, em italiano de balestrino-pistola e em inglês de pistol crossbow ou mini crossbow. Tem como escopos principais a actividade venatória (caça), no âmbito da caça passareira e da caça miúda, e o tiro ao alvo desportivo.
- Besta de comando

Este tipo de besta composta caracteriza-se pela sua haste de duralumínio, dotada de mira e de um arco com fio de cabo de aço.  O poder tênsil destas bestas é regulável, variando entre os 70 aos 140 kg, conferindo aos disparos uma velocidade de 330 quilómetros por hora, podendo alcançar até cerca de meio quilómetro de distância. Graças ao mecanismo de polias, o esforço no acto de armar a besta encontra-se significativamente minorado, em relação à correspondente potência do disparo.
Trata-se de uma besta militar usada mesmo pelos exércitos modernos, máxime pelas suas forças especiais, como os comandos.
- Besta de caça

Esta qualidade de besta, como o nome já denúncia, destina-se à prática da actividade venatória. Geralmente, estão mais vocadas para a caça grossa, sendo certo que há variantes, por sinal de menores dimensões, vocacionadas para a caça miúda e para a caça passareira.
No que toca às suas dimensões, o arco mede à volta de 70 centímetros de semicircunferência, ao passo que a haste mede entre 80 e 90 centímetros de comprimento. Pesará entre dois quilos e meio a três quilos e meio. Desfrecha disparos, com um poder de tracção que pode ascender aos 70 kg, capazes de atingir os 220 quilómetros por hora.

## Em função do tipo de mecanismo

### Besta simples
Esta classe de besta não tem estribo, nem laço, em vez disso é armada puxando-se pela corda do arco à mão, enquanto os pés pisam o arco, a fim de segurar a besta contra o chão.
As bestas simples empunhas na Escandinávia do século X ao século XVII davam pelo nome de  Skåne Lockbow e mediam 81 centímetros de comprimento, in totum. O arco simples de madeira, que lhes encimava a haste, media à volta de 90 centímetros de comprimento. Este arco tinha uma força de tracção de cerca 25 quilos e um alcance de 50 metros. Pesariam cerca de um quilo e meio.
Na Alta Idade Média, um besteiro, munido deste tipo de besta, poderia disparar até cinco tiros por minuto.

### Besta de estribeira

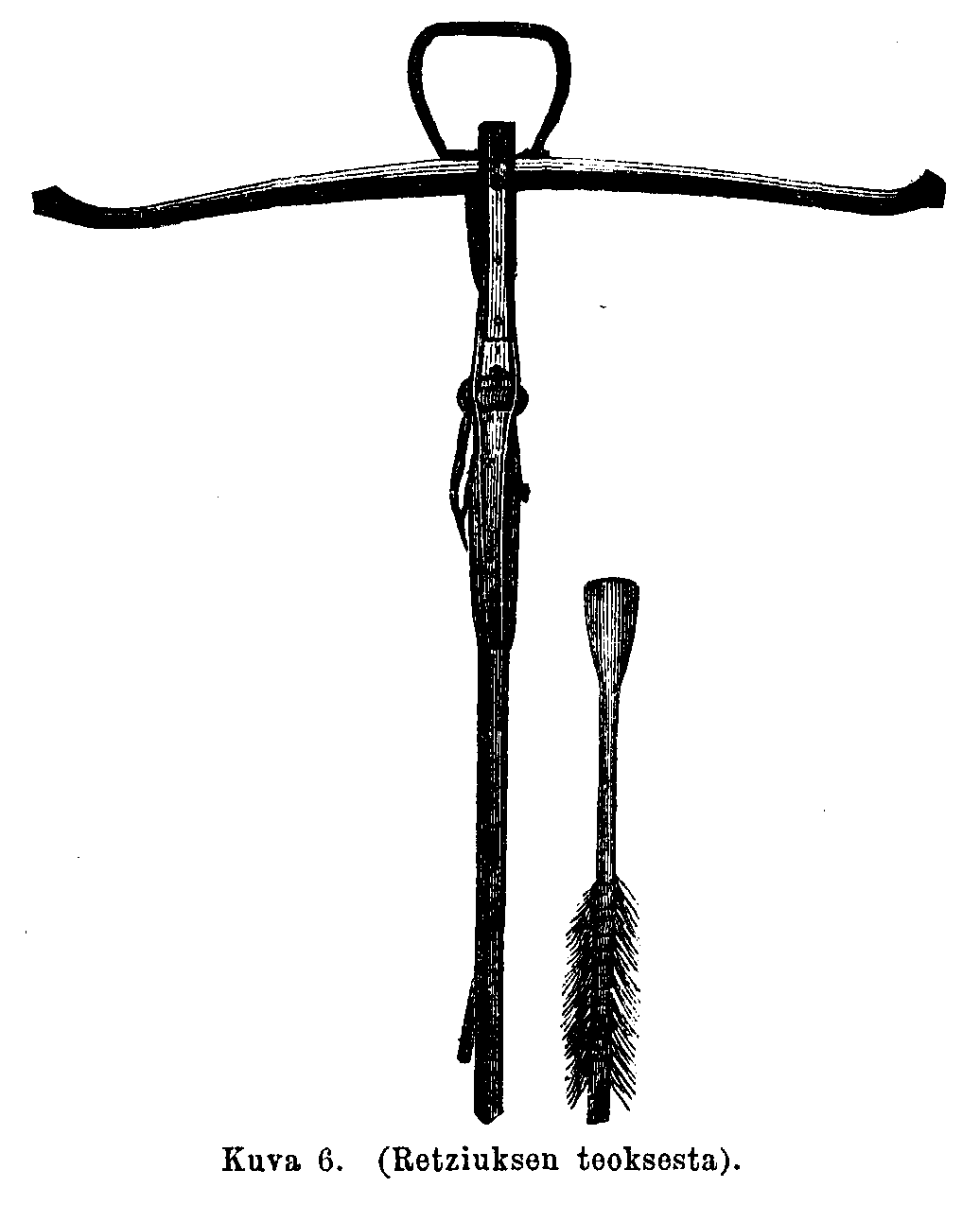
Besta de estribeira.

- Estribeira de um pé - armava-se puxando a corda do arco à mão, enquanto o pé, apeado no estribo, segurava a contraponta da besta junto ao chão. Este mecanismo foi empregue pela Europa fora desde o século XI. Estas bestas pesariam à volta de um quilo e teriam um alcance de 120 metros aproximadamente.[64] Com este tipo de arma, um besteiro poderia disparar sete virotes por minuto, se bem que a tração do arco era mais reduzida, cifrando-se em cerca de 55 quilos.[79]

- Estribeira de dois pés- a forma de armamento era igual, mas o estribo era maior, estando concebido para que nele se apeassem os dois pés, o que, por sua vez, permitia uma maior potência tractiva na ordem dos 75 quilos. Em contrapartida, exigia mais tempo e esforço para se armar. Essas bestas podiam pesar até dois quilos e os seus disparos tinham um alcance de 150 metros.[79]

### Besta de gancho
A besta de gancho é assim definida por causa do gancho, também chamado «gafa», pendente do punho do besteiro, que firma o estribo com o pé e segura a haste da arma à mão, no comenos em que puxa pela corda com a gafa presa também ao cinto. Com isso ele puxava a corda até conseguir esticá-la o quanto necessário.
Este engenho foi usado na Europa a partir do século XII, porém, também era conhecido na China desde há muito, tendo continuado a ser usado nesse território até quando este tipo de bestas já tinha caído em desuso no Ocidente.
O mecanismo permite-lhe uma força tractiva de 75 quilos. Oferecia uma cadência de tiro de cinco virotes por minuto, aos besteiros experientes.
A besta, em si, não pesaria mais de dois quilos e meio, obtendo disparos com um alcance máximo à roda dos 150 metros.

### Besta de cavaleiro
Este tipo de besta era usada pela tropa de cavalaria. Armava-se com um gancho, que ia preso ao boldrié ou talim do cavaleiro, ao qual se prendia uma corda, enquanto se empurrava o estribo com o pé.
Este engenho foi utilizado na Europa a partir do século XIII e possibilitava um poder de tracção de 45 quilos, bem como uma cadência de tiro de cinco virotes por minuto, às mãos dos besteiros mais experientes.

A besta, em si, não pesaria mais de quilo e meio, obtendo disparos com um alcance máximo na casa dos 100 metros. 

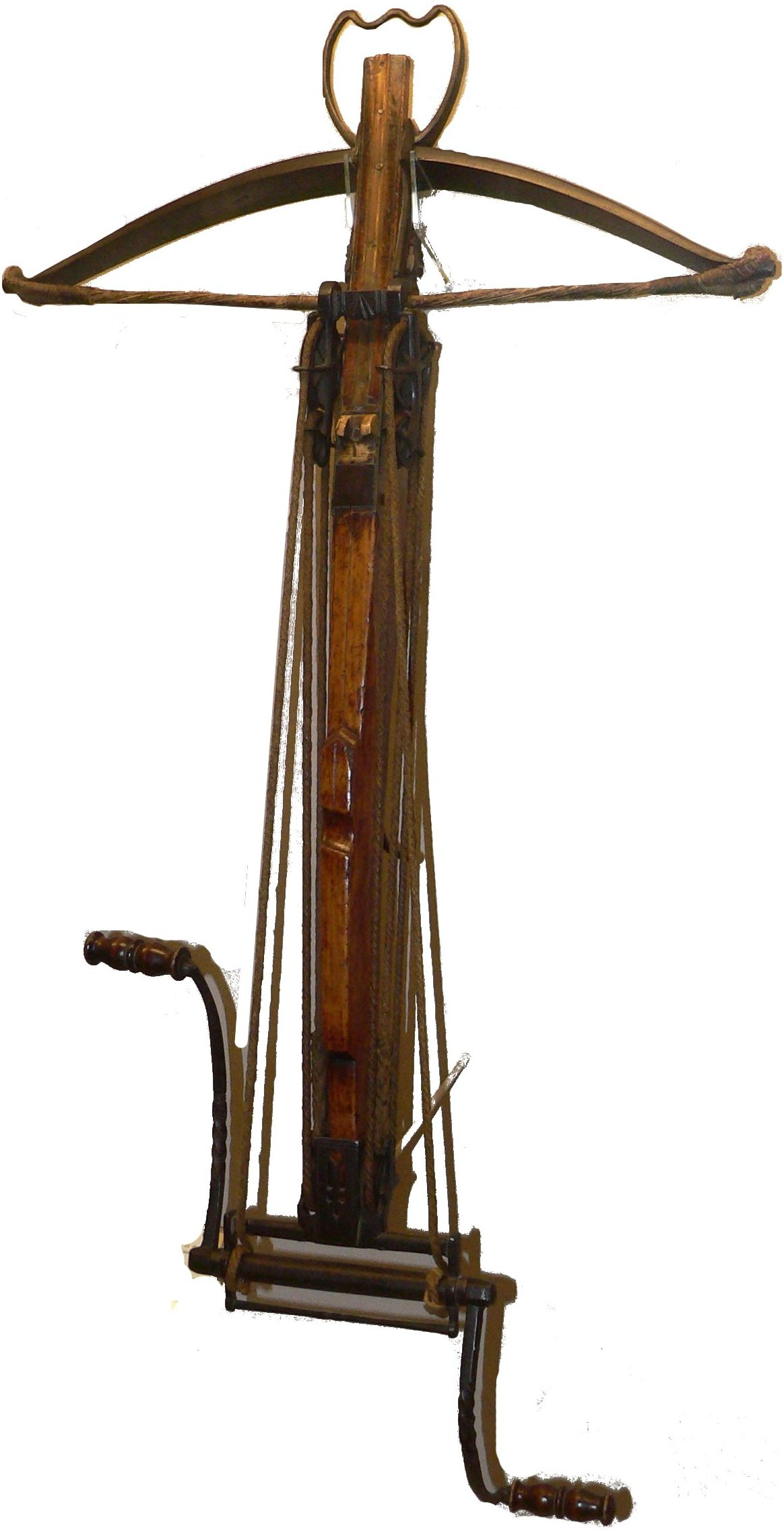
Besta de polé de madeira.

### Besta de polé
Esta besta armava-se com uma polé, que era uma roldana, numa correia ou corrente ou numa cremalheira, que se prendia pela coronha ao cinto do besteiro e, na contraponta da haste da besta, metia-se por um pino, que estava na base da haste.
O gancho da polé puxava a corda da besta com mais eficácia, possibilitando uma força de tracção na ordem dos 100 quilos. Contudo, o engenho era particularmente frágil, pelo que acarretava o risco de a polé se engastalhar, de escorregar ou se de emaranhar na arma.
No que toca à sua cadência de tiro, não dá azo a mais de quatro virotes por minuto, às mãos de um besteiro cadimo. Esta classe de besta não pesava mais de 3 quilos, mas os seus disparos tinham um alcance máximo de 160 metros.

### Besta de balancim
Esta  besta usou-se desde o século XIII e caracterizava-se por valer-se de uma alavanca de madeira presa no estribo, com um gancho na ponta, que propelia a corda para a noz com ajuda de uma outra alavanca mais reduzida.
Tratando-se de uma besta com poder de tracção de pelo menos 55 quilos, o besteiro normalmente ajoelhava-se de maneira a poisar a besta no chão, para a poder carregar. Exceptuando-se os casos em que a tração do arco da besta fosse fraca, por exemplo, se fosse inferior a 30 quilos, em que à partida conseguiria armá-la em pé.

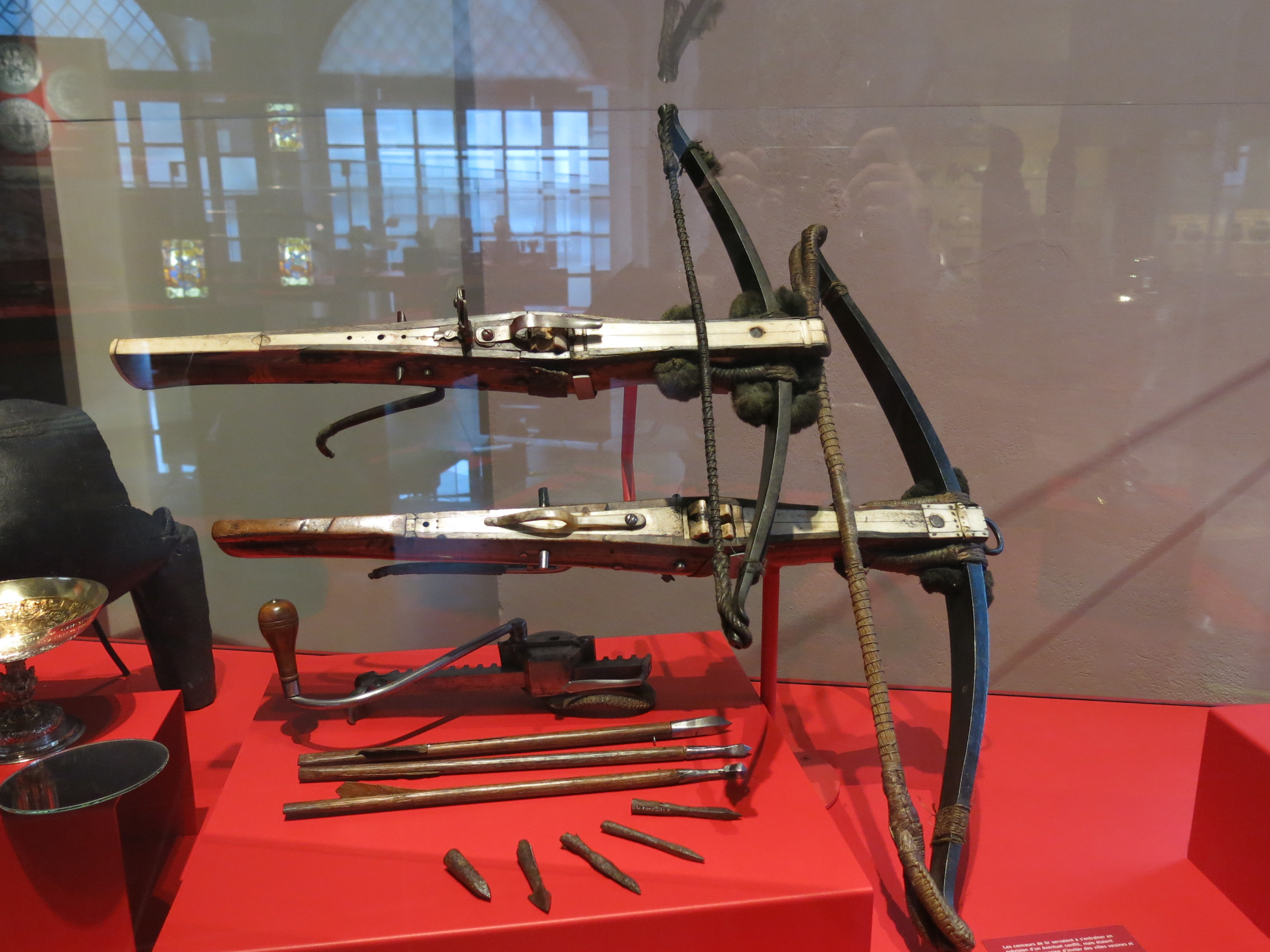
Bestas de garrucha, em exibição no museu de Estrasburgo.

No que concerne à sua cadência de tiro, oportuna pelo menos dois virotes por minuto, oferecendo tiros com alcance máximo de 120 metros.

### Besta de garrucha
Esta variedade de besta era armada com o auxílio de um engenho denominado garrucha, que consistia numa engrenagem, accionada à manivela, cujos dentes ou crenulas, uma vez postas em contacto com uma cremalheira, puxavam a noz e retesavam a corda.
Esta arma foi empregada a partir do século XIV e permitia uma força de tracção que variava entre os 160 e os 450 quilos, sendo certo   não permitia mais de dois ou três tiros por minuto. Não pesava mais de 4 quilos e a garrucha pesaria entre quilo e meio e três quilos. Estas bestas constituíam bestas de assédio ou de cerco, pelo que os besteiros se podiam proteger por de trás de paveses (escudos grandes transportados por escudeiros) e nas seteiras das muralhas.
Os disparos esmavam um alcance que podia ascender até aos 400 metros. De acordo com o Elucidário de Viterbo sabe-se que as bestas de garrucha se muniam ou com virotes de ponta de garrocha ou com uma variedade peculiar de quadrelos, chamados garrochões, (que são projécteis de haste de madeira extremada por uma ponta de ferro farpada). Também se fica a saber, pela mesma obra, que D. João I, em 1410, oficializou a besta de garrucha como a arma de preceito para as tropas que guardavam a localidade de Freixo de Espada à Cinta.
Uma sub-variedade desta besta é a besta de armatoste, que usa um engenho semelhante (armatoste) já mencionado e explanado supra.

### Besta de repetição
As bestas de repetição pertencem a uma categoria de besta adaptada por molde a simplificar os actos de armar o arco, carregar os virotes e disparar, reduzindo-os a um único movimento manual. Por conseguinte, este tipo de arma consegue disparar mais virotes, por minuto, do que as bestas convencionais. Também é caracterizado por conter uma aljava com vários virotes, armada adjacente ao arco, pronta a aprestar a haste com um virote novo, através de um sistema de alavanca.
Historicamente, contam-se duas variedades paradigmáticas das bestas de repetição: a políbole grega, que é por sinal a mais antiga, e o cho-ko-nu, de origem chinesa.

#### Políbole

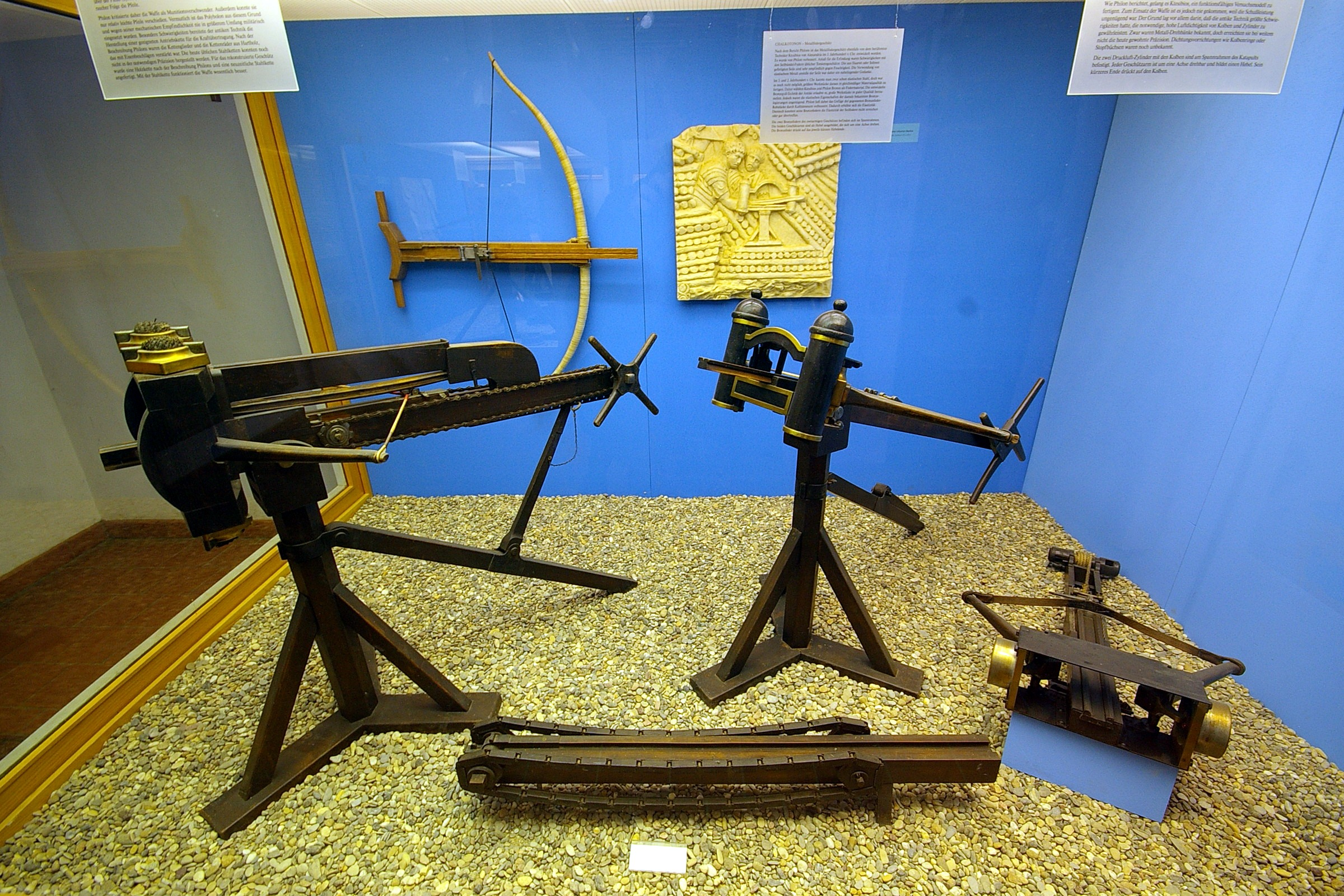
Reconstituição de uma políbole, elaborado pelo engenheiro alemão Erwin Schramm (1856–1935), presentemente em exibição no castelo de Saalburgo.

A mais antiga besta de repetição conhecida remonta à Grécia Antiga, e terá sido projectada pelo engenheiro grego Dioniso de Alexandria, também chamado Dionísio, o Velho, em Siracusa, no século III a.C, no ensejo de um conflito militar com os cartagineses. Ulteriormente, esta besta foi deveras concebida pelo engenheiro grego Filão de Bizâncio, no século III a.C.
Tratava-se de uma besta de flechas de assédio, chamada «políbole» πολυβόλος vocábulo que aglutina os étimos πολύς (polys), "múltiplos, muitos" e -βόλος (-bolos) "lançador", que por sua vez advém de βάλλω (ballo), "lançar, arremessar, projectar",   significando literalmente «multi-lançador».
De acordo com o tratado de artilharia, a «Belopoeica», redigido por Filão, a políbole não carecia de ser recarregada manualmente, servia-se de um sistema de correias e engrenagens, que conseguia recarregar a besta automaticamente, por feito da gravidade. Terá sido o primeiro mecanismo do seu tipo à época.

#### Besta de repetição chinesa

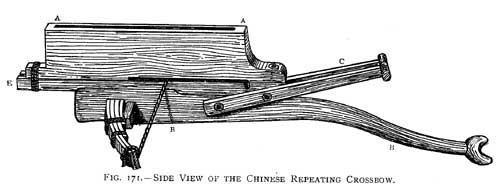
Desenho da besta de repetição chinesa, vista de lado. A aljava é a câmara rectangular que assenta sobre a haste e o arco da besta. Dentro da haste estariam alojados até uma dúzia de virotes.

Concebida por Zhuge Liang, no século III d.C., esta variedade de besta correspondia a uma inovação da besta chinesa clássica (nǔ, 弩). O primeiro protótipo era capaz de disparar até três virotes de um só hausto, sendo que as versões ulteriores da arma já eram capazes de lançar até 10 virotes, no espaço de 15 segundos. Geralmente, os virotes desta besta eram envenenados com acónito. Os virotes ficavam armazenados num compartimento de aljava, que assentava sobre a haste, e que munia a besta semi-automaticamente, por efeito de se puxar uma alavanca e da acção da gravidade.
O poder de tracção desta besta era bastante reduzido, não orçando mais do que 15 quilos, o que ficava muito àquem das bestas convencionais suas coevas utilizadas no Ocidente. O alcance útil desta besta também deixa bastante a desejar, não ultrapassando os 70 metros em arco, ao passo que a gastrafeta grega, concebida quase dois séculos antes, conseguia um alcance de pouco mais do dobro.
Este tipo de besta era fundamentalmente uma arma de assédio, geralmente usada por tropas que se resguardavam nas seteiras na muralha, que eram redutos seguros de onde podiam disparar e recarregar, correndo pouco risco de ser alvejados pelo inimigo.
Quanto às suas dimensões, as hastes teriam cerca de um metro de comprimento, pesando à volta de cinco quilos. Os virotes projectados, por seu turno, mediriam entre 30 a 40 centímetros de comprimento e entre 8 a 10 milímetros de diâmetro.
Havia variedades domésticas desta besta, mais simples, munidas de arco recto (que as assemelhava a fisgas), que eram de uso comum pelos plebeus, para defesa domiciliar. No que toca às suas dimensões, estas versões domésticas da besta de repetição chinesa, tinham arcos de 45 centímetros de largura (não há semicircunferência, porque o arco, para todos os efeitos, é uma trave prependicular à haste); hastes com 56 centímetros de comprimento; aljavas com 6 centímetros de comprimento, que aumentavam a extensão da haste; e projectavam virotes com 8 milímetros de diametro e 18 centímetros de comprimento.

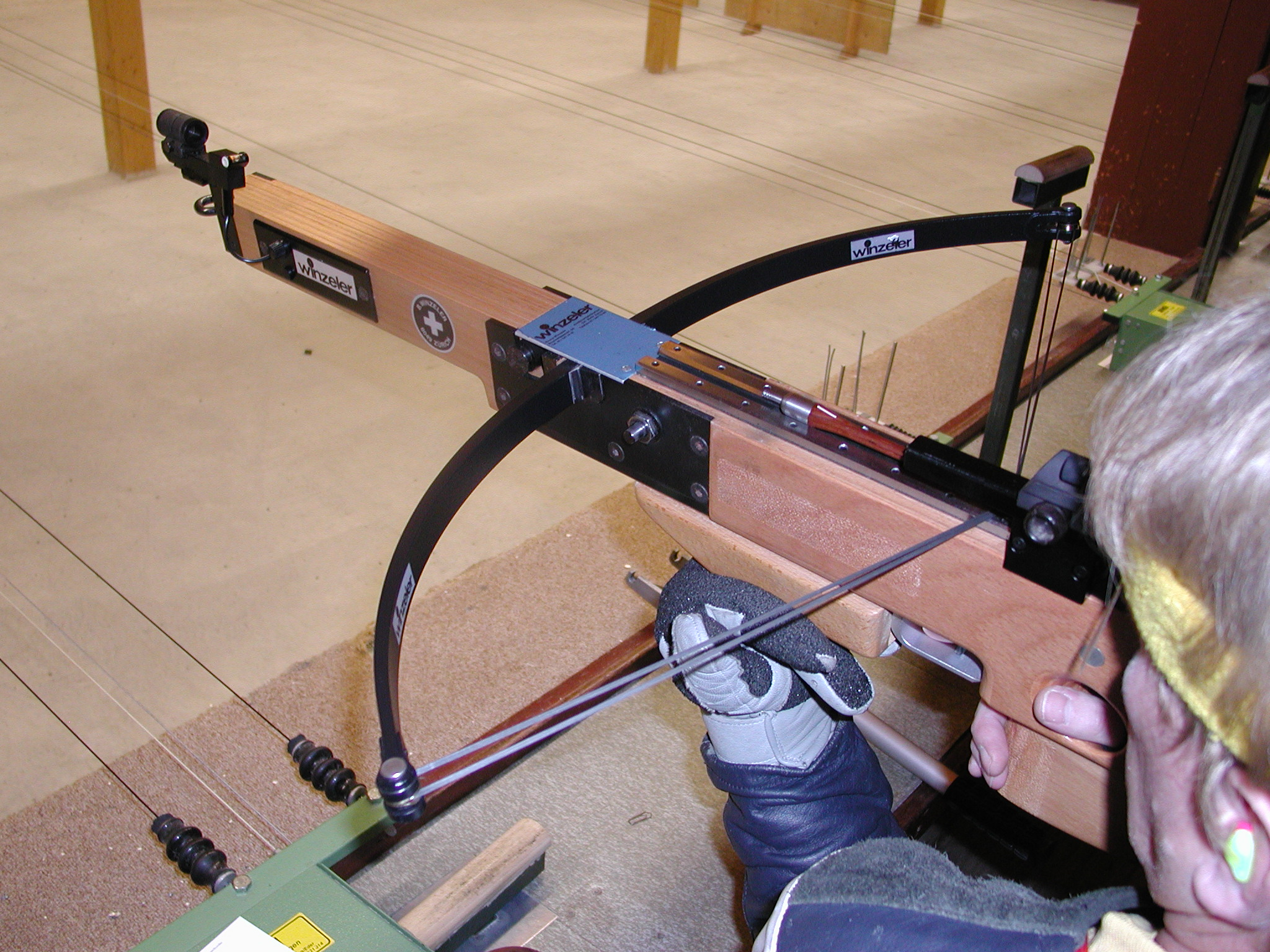
Besta de competição.

## Na cultura popular
Guilherme Tell, herói lendário da Suíça, para se livrar da prisão, teria tido que atirar uma flecha numa maçã colocada sobre a cabeça do próprio filho. Esta teria sido uma ordália, ou prova divina de sua inocência (caso acertasse) ou culpa (se errasse), no conceito do direito medieval europeu.
Na lei portuguesa, as bestas são qualificadas, à luz da alínea ao) do n.º 1 do artigo 2.º, do «Regime Jurídico das Armas e Munições», como sendo toda a arma branca, dotada de mecanismo destinado ao disparo de virotões.
Sendo consideradas armas de categoria A, quando se encontrem nas condições previstas na hipótese-legal prefigurada pela alínea ab) do n.º 2 do artigo 3.º do já mencionado regime legal. Havendo uma proibição geral para a cedência, uso, detenção e aquisição das armas de classe A, nos termos do art.º 4 do já mencionado diploma legal, a sua eventual aquisição, uso, detenção ou cedência carece de ser justificada legalmente, sob pena de cominação penal ou contra-ordenacional.